# Johann Daniel Eschenburg

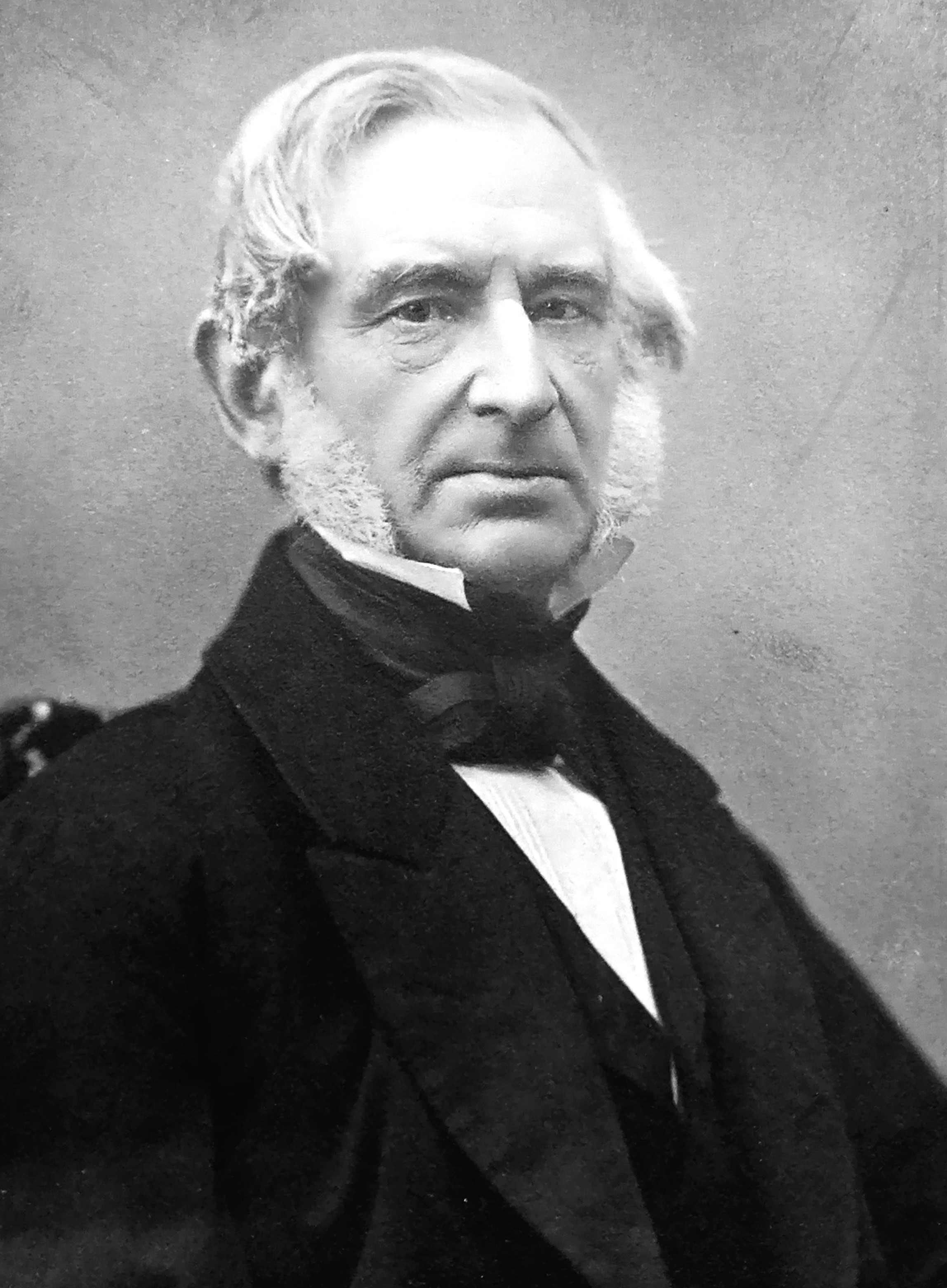
Johann Daniel Eschenburg

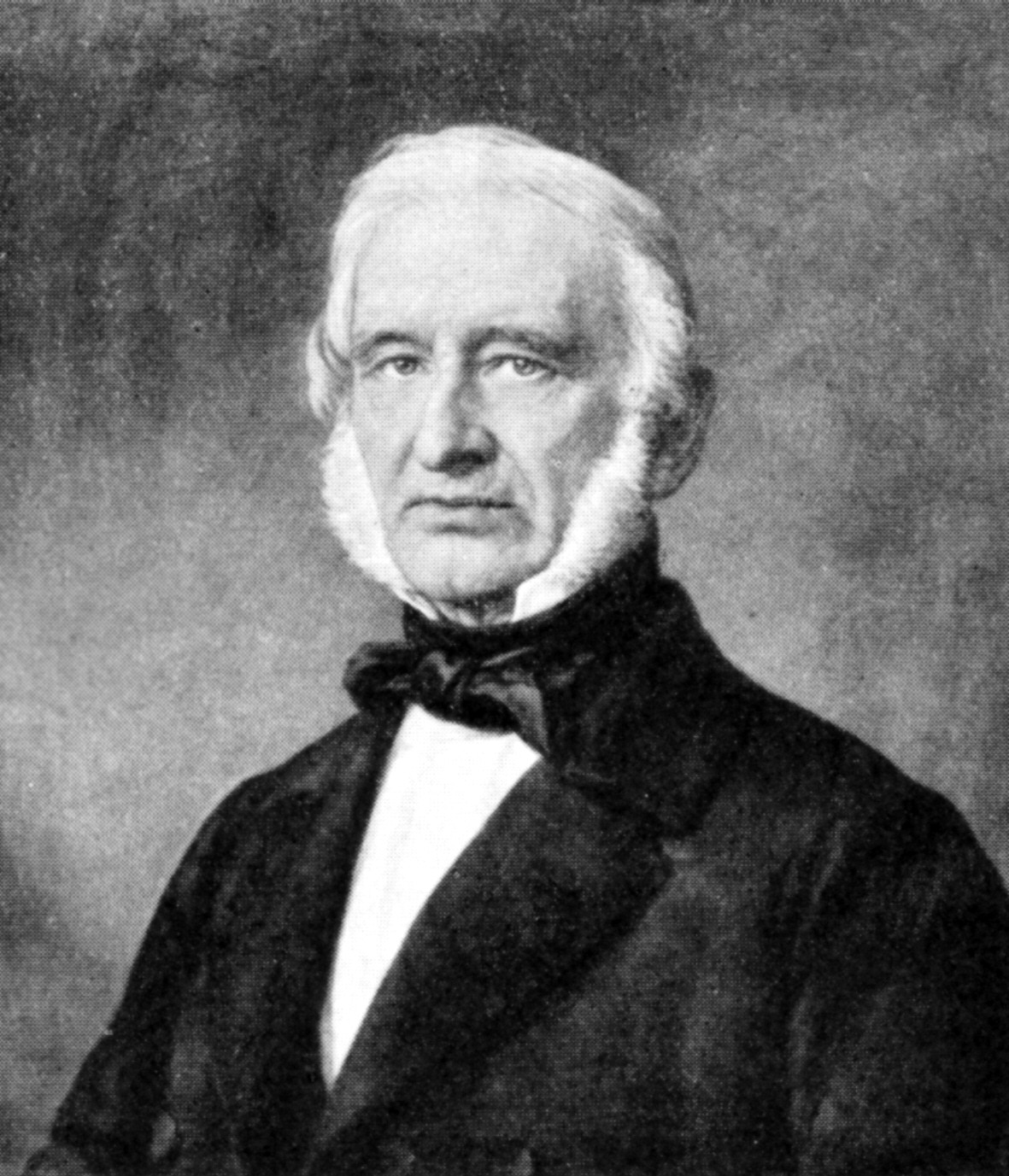
Johann Daniel Eschenburg

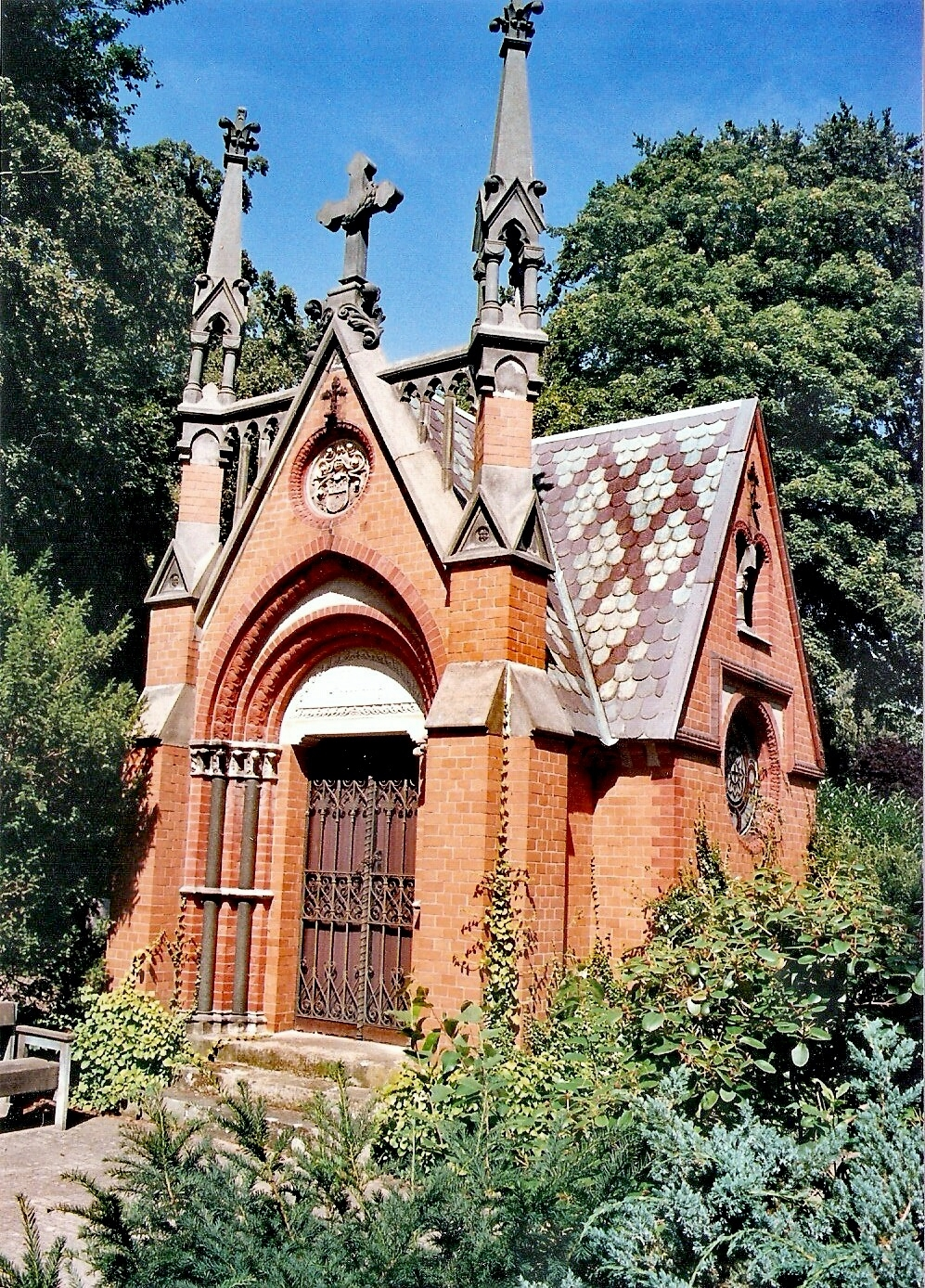
Grabmal auf dem Lübecker Burgtorfriedhof

Johann Daniel Eschenburg (* 9. September 1809 in Lübeck; † 26. Februar 1884 ebenda) war Kaufmann und Politiker in der Hansestadt Lübeck.

## Leben
Eschenburg war der Sohn des Pastors an der Jakobikirche zu Lübeck, Bernhard Eschenburg (1762–1832) und dessen Ehefrau in zweiter Ehe Maria Dorothea, geb. Havemann, der Tochter des Kaufmanns Jost Hinrich Havemann. Er erlernte das Kaufmannswesen und übernahm von seinem Onkel, dem Senator Johann Joachim Havemann, dessen Holzhandlung Jost Hinrich Havemann & Sohn. Er gehörte den Novgorodfahrern an und war deren Ältermann. 1846 wurde er Senator der Freien und Hansestadt Lübeck.
Er gehörte zu den Gründern der Handelsbank in Lübeck.
Ein Sohn, Hermann Eschenburg, folgte ihm als Inhaber der Holzhandlung und wurde später Bürgermeister der Stadt.
Sein jüngster Sohn, August Eschenburg, trat nach dem Besuch des Katharineums 1867 als Avantageur zum Militär. In seiner militärischen Laufbahn stieg er bis zum Kommandeur des Infanterie-Regiments Nr. 128 zu Danzig auf, bevor er 1902 für seinen Lebensabend als Generalmajor in seine Geburtsstadt zurückkehrte.
Eschenburg wurde mit der Gedenkmünze Bene Merenti ausgezeichnet.

## Trivia
Thomas Mann setzte ihm in seinem ersten Roman, Buddenbrooks, in der Gestalt des „Senator Huneus“ ein Literarisches Denkmal. Der Rechtsanwalt und Lebemann, Dr. Andreas Gieseke, erwirbt durch die Heirat mit einem Fräulein Huneus einen Platz in der ersten Gesellschaft und eine bedeutende Mitgift (VIII, 1., 487). Auch Hermann Hagenström ist mit einer Huneus verheiratet.